# 大阪府立長尾高等学校
大阪府立長尾高等学校（おおさかふりつ ながおこうとうがっこう）は、大阪府枚方市長尾家具町にある公立高等学校。

## 概要
全日制普通科を設置している。1973年に開校した。
枚方市北東部の丘陵地に位置する。学校敷地は、上層からテニスコート等、校舎、体育館、グラウンドの4層で構成されている。1998年から服装の自由化が行われている。
2003年より2学期制を導入していたが、2010年より再び3学期制となった。カテゴリー制という多様な選択科目を設け、それぞれの進路の多様性に対応できるようになっている。2011年度より、専門コース「人文ステップアップコース」が設置される。文系大学進学力向上を目指し、学校設定教科「人文ステップアップ」を履修する。主に、日本史、国語、英語の演習・特別講座および、「アドバンスト」とよばれる学校設定科目を履修する。

## 沿革
高校生急増期への対策として、枚方市で2番目の大阪府立高等学校として1973年に設置された学校である。
- 1973年 - 大阪府立長尾高等学校が開校
- 1975年 - 校歌制定
- 1983年 - 上海より中国使節団来校
- 1991年 - 4週6休・5日制の指定校となる
- 1993年 - 府立高校初の北海道修学旅行
- 1998年 - 服装自由化実施
- 2000年 - 科目講座「情報」加わる
- 2003年 - 2期制実施
- 2010年 - 再び3学期制実施

## 出身者
- 秋吉英美 - タレント・ラジオパーソナリティ
- 岡部亘 - ミュージシャン
- 柳家風柳 - 落語家
- 田中圭一 - 漫画家
- 坪倉唯子 - 歌手（B.B.クィーンズの女性ボーカル）
- デッカチャン - お笑いタレント
- 畑中ふう - ナレーター・声優
- 道浦俊彦 - よみうりテレビアナウンサー
- 吉村萬壱 - 作家（芥川賞）
- おねだり豊 - お笑いタレント
- グルクンマスク - 覆面レスラー

## アクセス
- 京阪バス「ポエムノール北山」停留所